# 7987 Walshkevin
7987 Walshkevin eller 1981 EV22 är en asteroid i huvudbältet som upptäcktes den 2 mars 1981 av den amerikanska astronomen Schelte J. Bus vid Siding Spring-observatoriet. Den är uppkallad efter Kevin J. Walsh.